# دايفيد لي (ممثل)
دايفيد لي هو ممثل كوري جنوبي، ولد في 3 مارس 1994 في كوريا الجنوبية.

## وصلات خارجية
- دايفيد لي على موقع IMDb (الإنجليزية)
- دايفيد لي على موقع قاعدة بيانات الفيلم (الإنجليزية)
- دايفيد لي على موقع كينوبويسك (الروسية)